# Cloud computing
Informatique en nuage
Ne doit pas être confondu avec Cloud (système d'exploitation).
 (octobre 2024).
Si vous disposez d'ouvrages ou d'articles de référence ou si vous connaissez des sites web de qualité traitant du thème abordé ici, merci de compléter l'article en donnant les références utiles à sa vérifiabilité et en les liant à la section « Notes et références ».
Le cloud computing (/klaʊd kəmˈpjuːtɪŋ/), en français l'informatique en nuage, (ou encore l'infonuagique au Canada), est la pratique consistant à utiliser des serveurs informatiques à distance, hébergés dans des centres de données connectés à Internet pour stocker, gérer et traiter des données, plutôt qu'un serveur local ou un ordinateur personnel.
Les principaux services proposés en cloud computing sont le SaaS (Software as a Service), le PaaS (Platform as a Service) et le IaaS (Infrastructure as a service) ou le MBaaS (Mobile Backend as a Service (en)). On distingue généralement trois types de cloud : le cloud public — accessible par Internet —, le cloud d'entreprise ou privé — accessible uniquement sur un réseau privé —, le cloud intermédiaire ou hybride — qui est une combinaison entre le cloud public et le cloud privé.
Le cloud computing présente plusieurs avantages pour les entreprises comme la réduction de coûts IT (matériel, mises à jour des systèmes et des applications, ressources humaines et consommation d’énergie), la scalabilité, l’optimisation de la collaboration dans les pratiques de travail et de suivi client et l’accès aux mises à jour automatiques.
Les grandes entreprises du secteur des technologies de l'information et des télécoms développent massivement le cloud computing, allant des services nuagiques cités ci-dessus à la location de logiciel (application de téléphonie mobile, logiciels de bureautique, de dessin, publication, etc.), mais aussi de contenu, comme la vidéo à la demande (VAD). Les technologies du cloud computing ont permis la mise au point de solutions de mégadonnées et de l'informatique ubiquitaire. L'internet des objets (IdO) et la 5G s'appuient sur des infrastructures nuagiques.

## Terminologie, sémantique

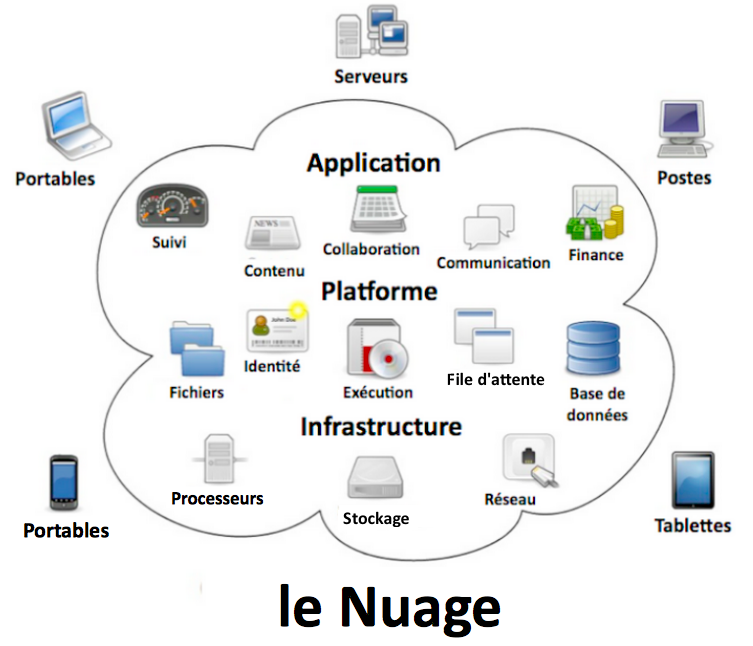
Schéma donnant un aperçu sur les facteurs principaux du cloud computing.

L'expression cloud computing vient de professionnels anglophones de l'informatique qui cherchaient à nommer les nouveaux systèmes informatiques fonctionnant par l'action conjointe d'éléments disparates réunis indépendamment de leur localisation géographique et de l'infrastructure sous-jacente. Ce nom est associé au symbole en forme de nuage (cloud) représentant parfois l'Internet dans les schémas des réseaux informatiques.
Les francisations « informatique en nuage », « informatique dématérialisée », ou plus rarement « infonuagique » sont également utilisées.
En France, selon la Commission d'enrichissement de la langue française, c'est une forme particulière de gérance de l'informatique, dans laquelle l'emplacement et le fonctionnement dans le nuage ne sont pas portés à la connaissance des clients. L'anglicisme cloud computing est largement utilisé en France.

## Principes
Un cloud (« nuage ») est un ensemble de matériels, de raccordements réseau et de logiciels fournissant des services qu'individus et collectivités peuvent exploiter depuis n'importe où dans le monde. Un basculement de tendance fait qu'au lieu d'obtenir de la puissance de calcul par acquisition de matériel et de logiciel, le consommateur se sert de puissance mise à sa disposition par un fournisseur via l'Internet.
Un nuage est caractérisé par plusieurs principes récurrents :
- ressources en libre-service avec adaptation automatique à la demande de la capacité de stockage et puissance de calcul, selon le besoin du consommateur, tant qu'il peut payer. Ceci contraste avec la technique classique des hébergeurs où une demande écrite doit être faite au fournisseur pour obtenir une augmentation de capacité - demande nécessitant en outre un certain temps. En cloud computing la demande est automatique et la réponse immédiate[6] ;
- ouverture : les services de cloud computing sont accessibles via l'Internet, via des techniques standardisées, tant pour un ordinateur qu'un téléphone ou une tablette[6] ;
- mutualisation : elle permet de combiner des ressources hétérogènes (matériel, logiciel, trafic réseau) pour servir plusieurs consommateurs à qui les ressources sont automatiquement attribuées[12]. La mutualisation améliore l'évolutivité et l'élasticité ; elle facilite l'adaptation automatique des ressources aux variations de la demande[12] ;
- paiement à l'usage : la quantité de service consommée dans le cloud est mesurée, à des fins de contrôle, d'adaptation des moyens techniques et de facturation[12].

Le nuage (public, privé ou communautaire) bénéficie de technologies telles que la virtualisation du matériel informatique, les grilles, l'architecture orientée services et les services web. Un nuage public est mis à disposition du grand public. Les services sont généralement mis à disposition par une entreprise utilisant une infrastructure lui appartenant. Un nuage privé est destiné exclusivement à une organisation qui peut le manipuler elle-même ou faire appel à des services fournis par des tiers. Un nuage communautaire utilise une infrastructure provenant d'un ensemble de membres partageant un intérêt commun, comme dans le cas des milieux universitaires pour des études de grande envergure.
Parmi les services grand-public fournis en cloud computing figure le jeu à la demande (ou « jeu sur demande », gaming on demand (GoD) ou cloud gaming pour les anglophones). Il permet de jouer normalement à des jeux vidéo sur son écran d’ordinateur, alors que le ou les logiciels de jeu tournent sur des serveurs à distance, qui renvoient la vidéo de ce qui a été joué en lecture en continu (en anglais streaming). Le jeu est hébergé et stocké sur des serveurs, dont l'utilisateur ne connait pas la localisation ni les caractéristiques. Il ne nécessite plus de supports, comme les CD, ou de matériel, comme les consoles de jeux. Les joueurs doivent seulement posséder un ordinateur relié à Internet, et les périphériques requis (clavier, souris, manette de jeu…).

### Types de modèles de déploiement
Les modèles de déploiement cloud définissent la manière dont on utilise les services cloud. Il montre comment un individu ou une organisation met à disposition, gère et accède aux ressources. Les modèles de déploiement définissent également de nombreux facteurs cruciaux tels que la sécurité, le niveau d'accès et la personnalisation.
Comme son nom l'indique, le cloud public garantit que n'importe qui peut accéder aux services et aux systèmes. Cependant, cela peut aussi le rendre moins sûr. L'infrastructure de cloud public appartient aux entités qui livrent et non aux consommateurs. Il s’agit également d’un excellent exemple d’hébergement cloud dans lequel les fournisseurs de services fournissent leurs services à un large éventail de clients. Un autre facteur important concernant ce type de modèle de déploiement est que les services de récupération et de sauvegarde du stockage sont fournis gratuitement, soit sous la forme d'un abonnement, soit par utilisateur.
Si le cloud public est accessible à tous, le cloud privé est dédié à une seule organisation. Parfois également appelé cloud d’entreprise ou cloud interne, cet environnement de cloud computing peut être hébergé soit sur site au sein du centre de données d’une organisation, soit par un fournisseur tiers.
Le cloud hybride est une combinaison d'au moins 2 environnements informatiques partageant des données entre eux pour exécuter une série uniforme d'applications pour une entreprise.

### Cloud décentralisé
Un service de cloud décentralisé est un modèle de stockage en réseau suivant lequel les données sont stockées sur de multiples machines dénommées « nœuds » et hébergées par les participants coopérant au cloud. Pour être viable, un tel modèle doit mettre à disposition un espace de stockage au moins égal à l’espace de stockage requis par les utilisateurs. Cependant, certains nœuds peuvent mettre plus d’espace de stockage à disposition que d’autres. Des récompenses peuvent être mises en place en fonction de la contribution des nœuds du système.
Contrairement au modèle traditionnel centralisé, le service de cloud décentralisé n’utilise pas directement de serveurs dédiés pour le stockage de données, éliminant de ce fait de coûteux investissements en matériel. Chaque nœud utilise un logiciel permettant de mettre à disposition de l’espace de stockage.
Les données peuvent être découpées et chiffrées avant d’être envoyées vers le cloud décentralisé. Elles sont ensuite distribuées aux nœuds du système suivant des algorithmes de balance de charge, de distribution géographique, etc.
Afin de conserver l’intégrité et la disponibilité des données stockées dans un système constitué de nœuds dont la fiabilité est aléatoire, un certain niveau de redondance peut être prévu, permettant de reconstituer la donnée quand bien même certains nœuds la stockant seraient indisponibles (par exemple, en raison d’une coupure réseau ou d’une défaillance matérielle). Les systèmes les plus économes en termes de stockage et de bande passante utilisent généralement un code de correction d’erreur appelé code d’effacement.
Parmi les entreprises développant actuellement des solutions de cloud décentralisé, il est possible de citer Filecoin, Internxt, MaidSafe, Flux, Sia ou Storj..

## Services

Cette représentation des différents modèles de service montre comment les responsabilités sont théoriquement réparties suivant les modèles internes, IaaS, PaaS, SaaS.

Du point de vue économique, le cloud computing est essentiellement une offre commerciale d'abonnement économique à des services externes. Selon le National Institute of Standards and Technology aux États-Unis, il existe trois catégories de services qui sont proposées en cloud computing : IaaS, PaaS et SaaS.

### IaaS (infrastructure as a service)
En français infrastructure en tant que service. C'est le service de plus bas niveau. Il consiste à offrir un accès à un parc informatique virtualisé. Des machines virtuelles sur lesquelles le consommateur peut installer un système d'exploitation et des applications. Le consommateur est ainsi dispensé de l'achat de matériel informatique. Ce service s'apparente aux services d'hébergement classiques des centres de traitement de données (datacenters), et la tendance est en faveur de services de plus haut niveau, qui font davantage abstraction de détails techniques.

### PaaS (platform as a service)
En français plate-forme en tant que service. Dans ce type de service, situé juste au-dessus du précédent, le système d'exploitation et les outils d'infrastructure sont sous la responsabilité du fournisseur. Le consommateur a le contrôle des applications et peut ajouter ses propres outils. La situation est analogue à celle de l'hébergement Web, où le consommateur loue l'exploitation de serveurs sur lesquels les outils nécessaires sont préalablement placés et contrôlés par le fournisseur. La différence étant que les systèmes sont mutualisés et offrent une grande élasticité - capacité de s'adapter automatiquement à la demande, alors que, dans une offre classique d'hébergement Web, l'adaptation fait suite à une demande formelle du consommateur.

### SaaS (software as a service)
En français logiciel en tant que service. Dans ce type de service, des applications sont mises à la disposition des consommateurs. Les applications peuvent être manipulées à l'aide d'un navigateur Web ou installées de façon locative sur un PC, et le consommateur n'a pas à se soucier d'effectuer des mises à jour, d'ajouter des patches de sécurité et d'assurer la disponibilité du service.
Un fournisseur de software as a service peut exploiter des services de type platform as a service, qui peut lui-même se servir de infrastructure as a service.
D'autres services sont également disponibles :

### Data as a service
Correspond à la mise à disposition de données délocalisées quelque part sur le réseau. Ces données sont principalement consommées par ce que l'on appelle des applications composites (en anglais mashups).

### Business process as a service(BPaaS)
Il s'agit du concept de BPaaS, qui consiste à externaliser une procédure d'entreprise suffisamment industrialisée pour s'adresser directement aux maîtres d'ouvrage, sans nécessiter l'aide de professionnels de l'informatique.

### Desktop as a service(DaaS)
Aussi appelé en français « bureau en tant que service », « bureau virtuel » ou « bureau virtuel hébergé » est l’externalisation d'une infrastructure de bureau virtuel (en anglais virtual desktop infrastructure) auprès d’un fournisseur de services. Généralement, le desktop as a service est proposé avec un abonnement payant.

### Network as a service(NaaS)
Le network as a service correspond à la fourniture de services réseaux, suivant le concept de software defined networking (SDN).

### Storage as a service(STaaS)
STaaS : STorage as a Service correspond au stockage de fichiers chez des prestataires externes qui les hébergent pour le compte de leurs clients. Des services grand public proposent ce type de stockage le plus souvent à des fins de sauvegarde ou de partage de fichiers. L'architecture de tels services peut être centralisée ou décentralisée.

### Communication as a service(CaaS)
Correspond à la fourniture de solutions de communication substituant aux matériels et serveurs locaux (PABX, ACD, SVI…) des ressources partagées sur Internet.

### Function as a service(FaaS)
C'est un modèle cloud où du code s'exécute uniquement en réponse à des événements, sans gestion de serveur.  Il permet une mise à l’échelle automatique et une facturation à l’usage, optimisant ainsi les ressources et les coûts.

### Workplace as a service(WaaS)
Les caractéristiques du cloud sont qualifiées par les anglophones sous le vocable elastic computing capacity. Le National Institute of Standards and Technology en a donné une définition succincte qui reprend ces principes de base : « L'informatique dans les nuages est un modèle permettant d'établir un accès par le réseau à un réservoir partagé de ressources informatiques standard configurables (réseau, serveurs, stockage, applications et services) qui peuvent être rapidement mobilisées et mises à disposition en minimisant les efforts de gestion ou les contacts avec le fournisseur de service ».
Les caractéristiques intéressantes du cloud computing pour les entreprises sont la réduction du coût total de possession des systèmes informatiques, la facilité d'augmenter ou de diminuer les ressources[réf. nécessaire]. Le recours au cloud computing permet de décharger les équipes informatiques des entreprises, qui ont alors plus de disponibilité pour des activités à haute valeur ajoutée. Le cloud computing permet également aux petites entreprises d'avoir accès à des services jusque-là réservés aux grandes entreprises en raison de leur coût.

### Mobile Backend as a Service(MBaaS)
Une solution de back-end mobile à la demande (MBaaS pour Mobile Backend as a Service) est une architecture informatique hébergée dans le Cloud qui offre aux applications mobiles un accès à des dispositifs de stockage, à des bases de données et à d’autres ressources dont elles peuvent avoir besoin pour fonctionner.
Cette approche de type PaaS a recours à des API et à des kits de développement logiciel (SDK) pour relier les applications mobiles au back-end Cloud.

## Histoire
Les principes sous-jacents au cloud computing remontent aux années 1950 (longtemps avant que ne naisse l'expression « cloud computing »). À cette époque, les utilisateurs accédaient depuis leurs terminaux à des applications fonctionnant sur des systèmes centraux partagés (les mainframes), ancêtres des serveurs du cloud. L'idée qu'on puisse s'abstraire du mainframe et juste accéder à ses services est alors proposée par John Mc Carthy en 1961 :

« Computing may someday be organized as a public utility just as the telephone system is a public utility. The computer utility could become the basis of a new and important industry. »

Les architectes de réseaux (ceux qui conçoivent les réseaux intra- et inter-entreprises) schématisaient cet accès par un nuage dans leurs croquis. En anglais, on parlait alors de « the cloud ». Après l'apparition d'Internet (vers 1980), ce mode d'accès a été supposé par défaut.
La popularisation d'Internet grâce aux navigateurs (1994) amena des cadres de Compaq et (en) Sean O'Sullivan à proposer le concept et le terme « cloud computing », mais l'idée ne rencontra pas de succès à l'époque.
Au début des années 2000 sont apparus des hébergeurs web capables d'héberger des applications dans leurs locaux informatiques. En particulier, Google et Amazon ont simultanément repris le terme « cloud computing » en 2006. Dans ce contexte, l'ancêtre du SaaS correspondait au ASP. Les premières applications Web 2.0, qui ont été déployées en cloud computing, sont le courrier électronique, les outils collaboratifs, le CRM, les environnements de développement et de test (informatique).
La promotion du cloud computing public a été rendue possible par la généralisation des accès à Internet des particuliers (avec 75 % des ménages français équipés d'Internet à domicile, selon les données de 2011 du Crédoc) et des entreprises. Le phénomène a aussi bénéficié de l'augmentation considérable de la puissance des équipements informatiques qui ont permis aux hébergeurs de proposer des tarifs de plus en plus intéressants. En ce sens, la mode du cloud computing tire parti : de l'augmentation considérable de puissance des serveurs (la fréquence de fonctionnement des serveurs a été multipliée par un facteur 10, entre 1998 et 2008, les processeurs comportent entre quatre et dix cœurs) ; et de la baisse des coûts de stockage (pour le prix d'un disque dur de 1,2 Go en 2000, on a, en 2013, un disque de 1 000 Go).
En cloud computing, les entreprises ne se servent plus de leurs serveurs informatiques, mais accèdent à des services en ligne d'une infrastructure gérée par le fournisseur. Les applications et les données ne se trouvent plus sur l'ordinateur local, mais dans un nuage composé de serveurs distants interconnectés. Compte tenu de la complexité des liaisons réseau et de la multiplicité des intervenants (fournisseur d'accès à Internet, hébergeur, éditeur, distributeur, revendeur), le fonctionnement en cloud diminue la continuité et la qualité du service par rapport à celle d'une application de qualité professionnelle hébergée en interne. En 2009, moins de 10 % des entreprises interrogées mentionnaient recourir à des services de cloud computing dans le domaine de l’hébergement de leurs infrastructures et applications informatiques. Ce concept est présenté comme une évolution majeure par certains analystes très connus, comme le Gartner Group , et comme une mode correspondant à des motivations commerciales, par d'autres spécialistes.
On peut considérer que le cloud computing, associé à une disponibilité des accès au réseau internet en haut débit et en très haut débit interconnectés, a fait émerger tout un secteur d'activité, des entités qui, de manière transverse, offrent des services Web à destination du grand public sous forme d'applications Web ou, plus spécifiquement, à destination du secteur professionnel, nécessitant une approche orientée services et des prestations productives (dématérialisation, gestion de contenus), architecturés sur mesure. Les solutions Open Source Cloud entrent également sur le marché avec des exigences de plus en plus complexes des entreprises.

## Applications

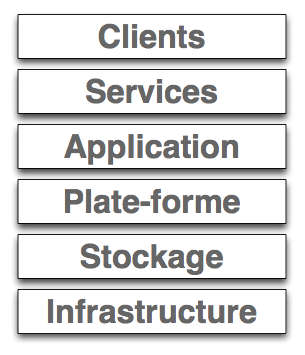
Représentation symbolique des briques de construction du cloud computing.

Les grandes entreprises du secteur informatique se sont massivement impliquées dans les activités liées au cloud computing, et proposent un éventail de services attenants, espace de stockage alloué, service de messagerie, outils collaboratifs, agilité, disponibilité, productions, RS, CRM, relation client.

### Principaux acteurs
En 2010, Amazon, Microsoft, Citrix, Google, Alibaba, HP, IBM, Intel, SalesForce ou Sidetrade figurent parmi les principales entreprises du secteur.
Fin juillet 2008, Intel, Hewlett Packard et Yahoo! ont noué un partenariat visant à promouvoir la recherche dans le domaine du cloud computing. La première initiative concerne la création d'un environnement distribué (cloud computing test bed) facilitant la recherche et les tests de logiciels, d'administration de centres de données et de matériels associés à l'informatique dans le nuage à une échelle jamais atteinte. Pour cette opération, les trois partenaires ont associé l'Infocomm Development Authority of Singapore (en), l'Université de l'Illinois à Urbana-Champaign et l'Institut de technologie de Karlsruhe. Depuis le printemps 2009, l’Open cloud manifesto réunit des éditeurs qui estiment que le cloud computing devrait être ouvert, contrairement à Microsoft et Google qui ne l'ont pas signé. Quatre éditeurs de logiciels libres (IELO, Mandriva, Nexedi et TioLive) ont fondé la Free Cloud Alliance (FCA) le 25 mars 2010. Cette dernière propose une offre globale réunissant Iaas, Paas et SaaS, constituée de tous les composants libres nécessaires aux applications progiciel de gestion intégré (ERP), gestion de la relation client (CRM) ou gestion de la connaissance (KM).
Le 22 novembre 2010, le gouvernement des États-Unis a lancé sa politique de cloud prioritaire : des économies substantielles étaient attendues sur son budget annuel informatique de 80 milliards de dollars, par la consolidation d'au moins 40 % des 2 100 centres de données d'ici 2015.
En 2011, dans le cadre des investissements d'avenir cherchant à faire émerger des solutions portées par des entreprises françaises, deux consortiums, Cloudwatt mené par Orange et Thales, et Numergy, mené par SFR et Bull, ont été mis en place à la suite d'un appel à projets gouvernemental. Un investissement de la Caisse des dépôts et consignations de 75 millions d'euros par projet a été réalisé pour permettre le développement des deux sociétés,. Un autre projet important financé sous le même appel à projets est le projet Nu@ge, qui regroupe huit PME (opérateurs nationaux, centres de données, virtual desktop providers, etc.) et le LIP6 (équipe de Guy Pujolle). Ces consortiums ont pour objectif de fournir aux entreprises françaises et européennes une solution souveraine de cloud computing avec des données hébergées en France.
En 2016, Microsoft a investi trois milliards de dollars en vue de doubler la puissance de calcul de ses nuages en Europe.

## Aspects contractuels
Si les particuliers ont peu de marge de manœuvre, les entreprises peuvent contractualiser les services de cloud computing qu'elles achètent. Les clauses de leurs contrats visent notamment la disponibilité, la sécurité, la confidentialité et le support. Les garanties relatives à la confidentialité des données, à la traçabilité des opérations et à la qualité des services sont à définir clairement, dont pour les applications critiques ou manipulant des données à caractères personnel, stratégique ou encadrées par une quelconque législation. En termes de conformité réglementaire, c'est l'entreprise cliente qui en reste juridiquement responsable, le fournisseur agissant comme sous-traitant… La réversibilité doit être encadrée avec précision dans le contrat qui lie tous les acteurs concernés. Sont aussi à surveiller : les engagements de disponibilité, la fréquence des sauvegardes et le rôle respectif des acteurs (de un à quatre généralement : par exemple éditeur, hébergeur, intégrateur et opérateur réseau).
Le recours professionnel à des services décentralisés nécessite de préalablement prendre en compte des réflexions spécifiques liées aux offres d'externalisation commerciales, notamment des limites imposées par certaines ingérences, du respect des engagements et des responsabilités contractuelles.
À ce titre, la CNIL publie des recommandations pratiques et des modèles de clauses contractuelles clés qui peuvent être insérés dans les contrats de services de cloud computing.

## Conséquences
Pour les fournisseurs, le développement du cloud computing entraîne le développement des centres de données ou centres de traitement de données. Les fournisseurs de service doivent augmenter leurs infrastructures (serveurs, bande passante, surface au sol…) pour faire face aux besoins croissants des clients. Les modèles proposés par ces prestataires doivent également évoluer, le cloud privé transformant les modèles économiques qui prévalaient jusqu’ici.
Pour les utilisateurs, particuliers et entreprises, la location de services associée au cloud computing permet généralement de réaliser des économies à court terme. Mais le coût total à moyen et long termes peut se révéler, au bout de quelques années, supérieur au coût d'une application hébergée en interne. Cela dépend du mode d'utilisation (fréquence, nombre d'utilisateurs…) et de la durée de vie de l'application. Un calcul comparatif s'impose avant de faire son choix. Ce calcul ne doit pas se limiter aux coûts directs, mais doit aussi intégrer l'ensemble des coûts cachés pour que le cloud permette d'économiser ainsi que l'effet des avantages du cloud sur le business de l'entreprise (productivité accrue, recentrage métier…). La tâche n'est pas forcément facilitée par les modes de facturation proposés qui sont parfois peu « lisibles » et dépendent de plusieurs paramètres : l'utilisation des fonctions (volumétrie), le coût de production ou de mise à disposition, incluant les évolutions, le degré de complexité et, enfin, le tarif locatif du service. Les durées d'engagement peuvent varier d'un prestataire à l'autre, mais restent pour la plupart autour de deux ou trois ans.

### Avantages
Le cloud computing peut permettre d'effectuer des économies, notamment grâce à la mutualisation des services sur un grand nombre de clients. Certains analystes indiquent que 20 à 25 % d’économies pourraient être réalisées par les gouvernements sur leur budget informatique s’ils migraient vers le cloud computing. Comme pour la virtualisation, l'informatique dans le nuage peut être aussi intéressante pour le client grâce à son évolutivité. En effet, le coût est fonction de la durée de l'utilisation du service rendu et ne nécessite aucun investissement préalable (homme ou machine). L'« élasticité » du nuage permet de fournir des services évolutifs et peut permettre de supporter des montées en charge. Inversement, le fournisseur a la maîtrise sur les investissements, est maître des tarifs et du catalogue des offres et peut se rémunérer d'autant plus facilement que les clients sont captifs.
À titre d'exemple, une entreprise possédant une boutique en ligne pourra facilement mettre en œuvre des serveurs supplémentaires pour faire face à un pic d'activité très limité dans le temps, tel que la période de Noël ou des soldes, puis les supprimer après coup. Cela lui reviendra certainement moins cher que si elle avait dû acheter et gérer toute l'année une infrastructure informatique capable d'absorber cette charge importante mais éphémère.
L'abonnement à des services de cloud computing peut permettre à l'entreprise de ne plus avoir à acquérir des actifs informatiques comptabilisés dans le bilan sous forme de CAPEX et nécessitant une durée d'amortissement. Les dépenses informatiques peuvent être comptabilisées en tant que dépenses de fonctionnement.
La maintenance, la sécurisation et les évolutions des services étant à la charge exclusive du prestataire, dont c'est généralement le cœur de métier, celles-ci ont tendance à être mieux réalisées et plus rapidement que lorsque sous la responsabilité du client (principalement lorsque celui-ci n'est pas une organisation à vocation informatique).

### Inconvénients

#### Impact environnemental
L'informatique en nuage induit une consommation d'énergie croissante et contribue au réchauffement climatique et des milieux par leur énergie grise et via les fermes de serveurs nécessaires à l'informatique en nuage. L'ONG Greenpeace, par exemple dénonce ceci dans un rapport de 2010 sur l'impact écologique du secteur informatique. Ainsi, si toutes les fermes de serveurs d'informatique en nuage constituaient un pays, celui-ci viendrait au quatrième rang mondial des plus grands consommateurs d'énergie.
La facilité qu'offre le cloud à activer de nouveaux services risque de conduire à un accroissement de la consommation de ressources par effet rebond.

#### Autres inconvénients
Il existe d'autres inconvénients :
- l'utilisation des réseaux publics, dans le cas du cloud public, entraîne des risques liés à la sécurité du cloud. En effet, la connexion entre les postes et les serveurs applicatifs passe par le réseau Internet et expose à des risques supplémentaires de cyberattaques et de violation de confidentialité. Le risque existe pour les particuliers, mais aussi pour les grandes et moyennes entreprises, qui ont depuis longtemps protégé leurs serveurs et leurs applications des attaques venues de l'extérieur, grâce à des réseaux internes cloisonnés ;
- le client d'un service de cloud computing devient très dépendant de la qualité du réseau pour accéder à ce service. Aucun fournisseur de service cloud ne peut garantir une disponibilité de 100 %[44]. Par exemple, des défaillances sur les services cloud sont référencées par l'International Working Group of Cloud Resiliency[45] ;
- les entreprises perdent la maîtrise de l'implantation de leurs données. De ce fait, les interfaces interapplicatives (qui peuvent être volumineuses) deviennent beaucoup plus complexes à mettre en œuvre que sur une architecture hébergée en interne ;
- les entreprises n'ont plus de garanties (autres que contractuelles) de l'utilisation qui est faite de leurs données, puisqu'elles les confient à des tiers[réf. nécessaire] ;
- des questions juridiques sont posées par l'absence de localisation précise des données du cloud computing[46]. Les lois en vigueur s'appliquent, mais pour quel serveur, quel centre de données et, surtout, quel pays ? ;
- comme les logiciels installés localement, les services de cloud computing permettent de lancer des attaques (cassage de mot de passe, déni de service…)[47]. En 2009 par exemple, un cheval de Troie a utilisé illégalement un service du cloud public d'Amazon pour infecter des ordinateurs[48] ;
- du fait que l'on ne peut pas toujours exporter les données d'un service cloud, la réversibilité (ou les coûts de sortie associés) n'est pas toujours prise en compte dans le cadre du projet. Le client se trouve souvent « piégé » par son prestataire, et c'est seulement lorsqu'il y a des problèmes (changement des termes du contrat ou des conditions générales d'utilisation, augmentation du prix du service, besoin d'accéder à ses données en local, etc.) qu'il se rend compte de l'enfermement propriétaire (vendor lock-in) dans lequel il se trouve[réf. nécessaire] ;
- en cas d'accident mettant en cause un site fournissant les prestations de services liées au cloud pour des fonctions critiques d'une entreprise cliente, les données contenues dans les serveurs détruits peuvent être perdues, à moins d'avoir été sauvegardées par ailleurs, chez d'autres hébergeurs ou sur d'autres serveurs du prestataire. Les entreprises touchées doivent engager sans délai leur plan de reprise d'activité informatique.

## Évolution du marché

### Marché

#### Au niveau mondial
En 2022, les parts de marchés détenues par les différents fournisseurs de services d'infrastructures cloud au niveau mondial s'établissaient comme suit :
| Fournisseur de services d'infrastructures cloud | Part de marché Q2-2022 (PaaS, Iaas et hébergement de cloud privés) |
| ----------------------------------------------- | ------------------------------------------------------------------ |
| Amazon Web Services                             | 34%                                                                |
| Azure                                           | 21%                                                                |
| Google Cloud                                    | 10%                                                                |
| Alibaba Cloud                                   | 5%                                                                 |
| IBM Cloud                                       | 4%                                                                 |
| Salesforce                                      | 3%                                                                 |
| Tencent Cloud                                   | 3%                                                                 |
| Oracle cloud                                    | 2%                                                                 |
| Autres fournisseurs                             | 18%                                                                |

Fin juin 2022, la taille du marché de l'infrastructure cloud était estimé, au niveau mondial, à 203.5 milliards de dollars.

#### En Europe
Le marché européen représente 53 Md€ en 2020.

#### En France
D'après le cabinet IDC, le marché français du cloud computing (public, privé et les services associés) aurait progressé de 46 % en 2012 pour atteindre près de 2 milliards d'euros. Selon une étude menée par Markess by Exaegis, le marché global français pourrait atteindre les 27 milliards d'euros en 2025.
Le marché français est dominé, comme au niveau mondial, par les trois leaders américains : Amazon Web Services, Azure de Microsoft et Google.
| Fournisseur de services d'infrastructures cloud                                                                | Part de marché 2021 |
| --- | ------------------- |
| Amazon Web Services                                                                                            | 46%                 |
| Azure | 17%                 |
| Google Cloud                                                                                                   | 8%                  |
| Autres fournisseurs (OVH, IBM Cloud, Oracle Cloud, Orange Business Services, Scaleway, T-systems, 3D Outscale) | 29%                 |

À ce sujet, dans un avis rendu le 29 juin 2023 concernant le fonctionnement concurrentiel du secteur du cloud, l'Autorité de la concurrence a souligné que les trois groupes américains dominant le marché du cloud (Amazon Web Services, Google Cloud et Microsoft Azure) sont en mesure d'« entraver le développement de la concurrence » en raison de « leurs écosystèmes de services numériques » et « leur force de frappe financière »,.

#### Aux États-Unis
Les États-Unis détiennent la plus grande part du Cloud, cadré par une loi spécifique : le Cloud Act. Un débat est ouvert sur la compatibilité entre le Cloud act et le RGPD de protection des données mis en place par l'Union européenne.

#### En Chine
Le marché d’infrastructures cloud en Chine était estimé à 7.3 milliards de dollars lors du premier quadrimestre 2022.
| Fournisseur de services d'infrastructures cloud | Part de marché Q1-2022 |
| ----------------------------------------------- | ---------------------- |
| Alibaba Cloud                                   | 36.7%                  |
| Huawei Cloud                                    | 18%                    |
| Tencent Cloud                                   | 15.7%                  |
| Baidu AI Cloud                                  | 8.4%                   |
| Autres fournisseurs (AWS, Azure, etc.)          | 21.2%                  |

### Distribution informatique
Le cloud, comme le SaaS, interpellent les métiers de la distribution informatique et télécoms, l'aspect dématérialisé et la simplification des processus d'administration permettant de se passer de nombreux intermédiaires. Mais si la dématérialisation simplifie la technique, les à côtés se complexifient, que ce soit le côté légal, les garanties de niveaux de performance et de disponibilité ou SLA, la sécurité et, enfin, la réversibilité. Ces aspects, et la volonté des sociétés de l'offre de toucher les grands comptes comme les PME impliquent une distribution indirecte dont le métier devra évoluer vers des activités plus liées à l'évaluation, au support, à l'accompagnement et au pilotage, tout en tenant compte des spécificités du client final. Dans ce cadre, le rôle des grossistes informatiques évoluera aussi vers un rôle d'agrégateur d'offres sous la forme de portails de solutions. Dans ce mouvement, les usagers, c'est-à-dire les éditeurs de services ou de solutions en mode SaaS, auront une position clé dans la génération de besoins.
Les activités traditionnelles de la distribution informatique et télécoms seront revues avec un prisme cloud, avec comme pour toute émergence d'une nouvelle industrie, de nouveaux métiers, et l'évolution de métiers existants. Beaucoup d'acteurs tentent de mieux cerner cet écosystème en définissant des métiers selon la valeur que les acteurs apportent dans la chaîne de valeurs de la distribution de solution cloud et SaaS. Selon le livre blanc du cloud.

## Critiques

### Critiques
Pour Richard Stallman,, à l'origine du projet GNU, l'informatique dans le nuage « est un piège », les utilisateurs perdent le contrôle de leurs applications. Il le considère comme un concept publicitaire sans intérêt, rejoignant les critiques exprimées par Larry Ellison, fondateur d'Oracle, selon lequel il s'agit d'un phénomène de mode.
Steve Wozniak, cofondateur d'Apple, prévoit également des problèmes avec le développement croissant du cloud computing et l'externalisation des données.

### Solutions/alternatives
- Amazon Web Services
- Amazon Elastic Compute Cloud
- be ys Cloud
- Cozy
- Degoo
- Dropbox
- ENFOS
- Google Drive
- Groupe Sigma
- iCloud
- Mega
- Microsoft 365
- Microsoft OneDrive
- Microsoft Azure
- Nextcloud
- Oodrive
- Orange Business Services
- OVH
- OwnCloud
- pCloud
- Pydio
- Quip
- Rackspace
- Scalair
- Scaleway
- Shadow Tech
- Sidetrade
- Seafile
- SpiderOak
- Storage Made Easy
- Tresorit

### Solutions obsolètes
- hubiC
- Ubuntu One
- Wuala